# Taali
Taali är en ort i Estland. Den ligger i Tori kommun och landskapet Pärnumaa, i den sydvästra delen av landet, 110 km söder om huvudstaden Tallinn. Taali ligger 16 meter över havet och antalet invånare är 247.
Terrängen runt Taali är mycket platt. Runt Taali är det glesbefolkat, med 10 invånare per kvadratkilometer. Närmaste större samhälle är Pärnu, 17,8 km väster om Taali. I omgivningarna runt Taali växer i huvudsak blandskog.